# Tour d'Italie 1933
La 21e édition du Tour d'Italie s'est élancée de Milan le 6 mai 1933 et est arrivée à Milan le 28 mai. L'Italien Alfredo Binda s'y est imposé pour la cinquième fois.

## Équipes participantes
| N. | Code | Équipe   |
| -- | ---- | -------- |
|    | BES  | Bestetti |
|    | BIA  | Bianchi  |
|    | DEI  | Dei      |
|    | GAN  | Ganna    |
|    | GLO  | Gloria   |

| N. | Code | Équipe          |
| -- | ---- | --------------- |
|    | LEG  | Legnano-Clément |
|    | MAI  | Maino-Clément   |
|    | OLY  | Olympia         |
|    | IND  | Indipendenti    |

## Classement général
| Classement général final |                   |
| --- | ----------------- |
| \| 1. Alfredo Binda \| 111 h 01 min 52 s \| \| 2. Jef Demuysere \| à 12 min 34 s \| \| 3. Domenico Piemontesi \| à 16 min 31 s \| \| 4. Alfredo Bovet \| à 19 min 47 s \| \| 5. Allegro Grandi \| à 21 min 33 s \| \| 6. Carlo Moretti \| à 26 min 16 s \| \| 7. Ludwig Geyer \| à 27 min 17 s \| \| 8. Kurt Stöpel \| à 28 min 22 s \| \| 9. Mario Cipriani \| à 30 min 28 s \| \| 10. Camillo Erba \| à 30 min 30 s \| \| 97 partants, 51 arrivés \| \| |                   |
| 1. Alfredo Binda | 111 h 01 min 52 s |
| 2. Jef Demuysere | à 12 min 34 s     |
| 3. Domenico Piemontesi | à 16 min 31 s     |
| 4. Alfredo Bovet | à 19 min 47 s     |
| 5. Allegro Grandi | à 21 min 33 s     |
| 6. Carlo Moretti | à 26 min 16 s     |
| 7. Ludwig Geyer | à 27 min 17 s     |
| 8. Kurt Stöpel | à 28 min 22 s     |
| 9. Mario Cipriani | à 30 min 28 s     |
| 10. Camillo Erba | à 30 min 30 s     |
| 97 partants, 51 arrivés |                   |

## Étapes
| Étape     | Date   | Villes étapes                | km       | Vainqueur d'étape | Leader du classement général |
| 1re étape | 6 mai  | Milan – Turin                | 169      | Learco Guerra     | Learco Guerra                |
| 2e étape  | 7 mai  | Turin - Gênes                | 216      | Alfredo Binda     | Alfredo Binda                |
| 3e étape  | 8 mai  | Gênes - Pise                 | 191      | Learco Guerra     | Alfredo Binda                |
| 4e étape  | 10 mai | Pise - Florence              | 184      | Giuseppe Olmo     | Alfredo Binda                |
| 5e étape  | 11 mai | Florence - Grosseto          | 193      | Raffaele Di Paco  | Jef Demuysere                |
| 6e étape  | 12 mai | Grosseto - Rome              | 212      | Mario Cipriani    | Jef Demuysere                |
| 7e étape  | 14 mai | Rome - Naples                | 228      | Gerard Loncke     | Jef Demuysere                |
| 8e étape  | 15 mai | Naples - Foggia              | 195      | Alfredo Binda     | Alfredo Binda                |
| 9e étape  | 17 mai | Foggia - Chieti              | 248      | Alfredo Binda     | Alfredo Binda                |
| 10e étape | 18 mai | Chieti - Ascoli Piceno       | 158      | Alfredo Binda     | Alfredo Binda                |
| 11e étape | 20 mai | Ascoli Piceno - Riccione     | 208      | Fernand Cornez    | Alfredo Binda                |
| 12e étape | 21 mai | Riccione - Bologne           | 189      | Giuseppe Olmo     | Alfredo Binda                |
| 13e étape | 22 mai | Bologne - Ferrare            | 62 (clm) | Alfredo Binda     | Alfredo Binda                |
| 14e étape | 24 mai | Ferrare - Udine              | 242      | Ettore Meini      | Alfredo Binda                |
| 15e étape | 25 mai | Udine - Bassano del Grappa   | 213      | Ettore Meini      | Alfredo Binda                |
| 16e étape | 26 mai | Bassano del Grappa - Bolzano | 148      | Gerard Loncke     | Alfredo Binda                |
| 17e étape | 28 mai | Bolzano - Milan              | 284      | Alfredo Binda     | Alfredo Binda                |

## Classements annexes
| Classement de la montagne | Alfredo Binda | ... points       |
| Deuxième                  | Alfredo Bovet | ... points       |
| Troisième                 | Remo Bertoni  | ... points       |
| Classement par équipes    | Legnano       | .. h .. min .. s |

## Sources
- (nl) Cet article est partiellement ou en totalité issu de l’article de Wikipédia en néerlandais intitulé « Ronde van Italië 1933 » (voir la liste des auteurs).